# Jacob Black
Jacob Black è un personaggio immaginario dei romanzi Twilight, New Moon, Eclipse e Breaking Dawn di Stephenie Meyer e dei loro rispettivi adattamenti cinematografici. Jacob è descritto come un attraente ragazzo nativo americano appartenente alla tribù dei Quileute di La Push. 
Nel corso del secondo libro della saga scopre che può mutarsi in un lupo. Per la maggior parte della serie, Jacob è in grande rivalità con il vampiro Edward Cullen, poiché sono entrambi innamorati di Isabella Swan, ma poi questo triangolo amoroso finisce quando Jacob ha l'imprinting con Renesmee Cullen.
Nei film tratti dai libri della Meyer, Jacob è interpretato da Taylor Lautner.

## Creazione
(Stephenie Meyer)
Jacob ha un ruolo piccolo nel primo romanzo della saga, era originariamente solo un mezzo per raccontare a Bella dei "Freddi".
Tuttavia, sia alla Meyer che alla sua agente, Jacob piacque al punto tale che decisero di dargli un ruolo più importante nel seguito di Twilight. Egli è infatti un personaggio principale in New Moon, Eclipse e Breaking Dawn.

## Aspetto fisico
Jacob (spesso chiamato col diminutivo Jake) presenta le caratteristiche tipiche degli Indiani d'America. Ha la pelle di una tonalità color ruggine molto liscia e levigata. Il suo viso è descritto come attraente ed è regolare con zigomi sporgenti e con il mento un po' arrotondato da bambino, i suoi occhi sono scuri e i capelli neri molto lucidi. Nel primo libro è descritto come un adolescente in fase di crescita ed è alto 1,78 m, ma nel corso della saga crescerà in altezza arrivando a 2 m in solo un anno, il suo viso perderà le rotondità infantili assumendo lineamenti più spigolosi, e svilupperà una massa muscolare massiccia che lo porterà a dimostrare circa 25 anni.
Questa drastica e rapida crescita fisica è causata dal fatto che a 16 anni Jacob sviluppa il gene della sua tribù che gli permette di assumere a volontà le sembianze di un lupo. Dopo la trasformazione ha la pelliccia rossiccia e il pelo lungo, per via della lunghezza dei suoi capelli. Avendo difficoltà a mantenere il pelo pulito Jacob si taglia i capelli cortissimi per avere meno difficoltà con la pelliccia una volta trasformatosi in lupo. Il suo tipico abbigliamento da umano è fatto di t-shirt e jeans. Bella descrive Jacob come una persona molto solare con un sorriso grande e contagioso. Il suo carattere è allegro e impulsivo e la sua voce è piacevole e roca.

## Storia personale
Suo padre è Billy Black, un anziano della tribù dei Quileute e discende direttamente dal capostipite della sua razza. Jacob perse la madre Sarah in un incidente stradale quando era piccolo. Ha due sorelle, gemelle tra loro, di nome Rachel e Rebecca. Rachel frequenta l'università di Washington State dopo aver vinto una borsa di studio mentre Rebecca ha sposato un surfista samoano e si è trasferita a vivere nelle Hawaii. Il suo hobby è riparare automobili e moto e con i pochi spiccioli che guadagna con lavoretti saltuari, riesce a recuperare pezzi di ricambio per costruirsi da solo una Volkswagen Golf del 1986. Ha diversi amici, tutti provenienti dalla riserva dove lui stesso abita. Molti di questi subiscono il suo stesso destino nel trasformarsi in mutaforma tra cui Quil ed Embry, due ragazzi indiani di 15 anni che sono i suoi migliori amici.
Suo padre Billy è amico di Charlie Swan e grazie a questo legame, Jacob frequenta Bella Swan che si è trasferita da poco a Forks dall'Arizona. I due ragazzi si conoscevano fin da piccoli dato che giocavano insieme quando Bella veniva a trovare il padre per l'estate. Durante il tempo che passa con Bella, Jacob comincia a provare per la ragazza un sentimento di affetto profondo che diventa infine amore. Jacob non ha mai creduto alle leggende sui vampiri che vivono nella zona di Forks e quando incontra Bella ad un falò sulla spiaggia di La Push, racconta alla ragazza delle storie su questi personaggi ironizzando sulla discendenza della sua tribù dai lupi. Il gene del mutaforma si manifesta in lui dopo un'uscita al cinema con Bella e lo porta a ricredersi su tutta la faccenda delle sue origini, cambiando anche idea su alcuni atteggiamenti di ragazzi della riserva che riteneva fossero dovuti alla frequentazione di cattive compagnie.
Alla scoperta personale di questo segreto, comincia ad avere un comportamento molto ostile nei riguardi di Edward e degli altri membri della famiglia Cullen. Inoltre la sua diretta discendenza dal capotribù originale dei Quileute lo porta a ricoprire un ruolo di estrema rilevanza nel branco di cui fa parte, stabilendo la sua gerarchia superiore che porta in seguito il branco a dividersi in due fazioni con due rispettivi maschi alfa. Il suo atteggiamento si alleggerisce quando subisce il suo imprinting con la figlia di Bella ed Edward, Renesmee. Inizialmente entrambi i genitori della neonata sono molto infastiditi della cosa, ma sapendo che è stato un evento involontario, e sapendo che la figlia si è in breve tempo affezionata al giovane tanto quanto che a loro, decidono di accettare la cosa. Quando la famiglia Cullen rischia di venire uccisa dai Volturi, Bella si organizza in modo da poter far scappare Renesmee insieme a Jacob se per caso l'incontro fosse finito in maniera violenta. Fortunatamente tutto si risolverà in maniera pacifica e Jacob potrà continuare a vivere, probabilmente per l'eternità, accanto a Renesmee, Bella, e al resto della famiglia Cullen.

## Abilità e poteri

### Da lupo
Come tutti i mutaforma Quileute, Jacob è in grado di trasformarsi in lupo, nel suo caso dal pelo rossiccio. In questa forma è molto forte, agile e veloce, capace di sopraffare un vampiro medio senza difficoltà. È dotato anche di sensi pari a quelli dei vampiri, ma a differenza di questi ultimi non è dotato di una resistenza infinita, quindi deve dormire e mangiare. Fino alla fine di Eclipse era il secondo lupo in grandezza mentre, dall'inizio di Breaking Dawn, è sia il lupo più massiccio, che il secondo più veloce dopo Leah. Possiede anche una rigenerazione accelerata, grazie a cui guarisce in pochi secondi da ferite minori e in poche ore quando è ferito gravemente. Come tutti componenti del branco, inoltre, quando è trasformato in lupo Jacob sente i pensieri degli altri lupi, ma quando lascia il branco di Sam, diventando Alfa a sua volta, è in grado di sentire solo i pensieri dei lupi che lo seguono, mentre con Sam può trasmettere solamente i pensieri che desidera condividere.

### Da umano
In questa forma Jacob è sempre dotato di capacità fisiche superiori a un umano normale, ma in misura minore rispetto a quando è trasformato in lupo e rispetto ad un vampiro. Ad essere mantenuta completamente invece è la rigenerazione. Dopo l'iniziale sviluppo fisico, che gli conferisce un aspetto simile ad un venticinquenne, Jacob ha smesso di invecchiare fino a che non smetterà di trasformarsi in lupo. Siccome Renesmee è immortale, Jacob potrebbe vivere per l'eternità dato che, generalmente, i lupi Quileute smettono di trasformarsi solo per poter invecchiare con la loro compagna umana. Inoltre mantiene un olfatto e l'udito meno sviluppato rispetto a quando è in forma di lupo, ma comunque molto superiori a quelli di un umano. La sua temperatura corporea raggiunge i 42 °C.

## Relazioni
Prima dell'arrivo di Bella, Jacob era particolarmente legato al padre Billy, alle sorelle Rachel e Rebecca, e ai suoi amici Quil Ateara V ed Embry Call. Per la famiglia Cullen non provava nessun sentimento particolare, essendo convinto che le storie dei Quileute fossero solo delle leggende. Quando entra nel branco, sviluppa un forte legame con tutti i suoi componenti, mentre per i Cullen prova lo stesso atteggiamento di disgusto condiviso dagli altri mutaforma. Fa amicizia, oltre che con Quil ed Embry, in particolare con Seth Clearwater mentre con la sorella di lui, Leah, sviluppa un rapporto sia di amicizia che di cameratismo quando lui crea il proprio branco e la promuove al ruolo di sua "beta", cioè di seconda in comando. La famiglia Cullen, dopo che Jacob tradisce la propria tribù per proteggerli, in particolare Carlisle ed Esme, provano un'immensa gratitudine nei suoi confronti. Solo Rosalie insiste a trattarlo con ostilità. Dopo l'imprinting con Renesmee, Jacob e i Cullen diventano molto più uniti, fino a che, anche se non viene mai dichiarato apertamente, si può dire che loro ormai considerano anche lui un membro della loro famiglia.

### Bella Swan
Quando Bella viene a vivere a Forks i due diventano rapidamente amici, ma è solo dopo che Edward abbandona Bella che i due cominciano a passare davvero molto tempo insieme, sviluppando sentimenti d'amore l'uno per l'altra. Edward ritiene che ci sono molti lati della personalità di Bella che solo Jacob è in grado di capire. Siccome l'amore per Edward resta molto più profondo, a Bella sono necessari mesi per capire di amare anche Jacob, ma anche quando se ne rende conto, comunque non cambia idea: è Edward la persona a cui è destinata e con cui passerà il resto della propria esistenza. A Jacob sono necessari altrettanto tempo e ancora più sofferenza per accettare che la ragazza non lo abbia scelto. Poco dopo il matrimonio tra Bella ed Edward, il ragazzo viene a sapere della gravidanza di lei: la implora subito di abortire, ma lei rifiuta. Quando Sam decide che, per proteggere la tribù, è necessario uccidere la creatura e, quindi, anche Bella, Jacob accoglie il proprio ruolo di Alfa e si schiera dalla parte dei Cullen, pur di proteggere la ragazza che ama. Nelle settimane seguenti, i due amici continua a stare vicini, mossi da un'inspiegabile attrazione. Quando Bella partorisce, Jacob ritiene sia morta perché sente che il bisogno di esserle vicino si è spostato in direzione della nascitura, che decide di uccidere per aver, secondo lui, ucciso la propria madre, ma prima di attuare la propria vendetta, i suoi occhi incrociano lo sguardo della neonata e ha l'imprinting. Tutto l'amore provato per Bella viene soverchiato dai sentimenti verso Renesmee. Questo nuovo sentimento spiega la ragione del legame tra Jacob e Bella durante la gravidanza: l'attrazione in realtà era tra Jacob e Renesmee, mentre Bella, dopo aver partorito, smette anche lei di provare quell'inspiegabile bisogno di avere Jacob vicino a sé. Inizialmente Bella è felice quando sembra che Jacob abbia accettato la sua trasformazione, ma quando scopre dell'imprinting, si arrabbia, e per poco non lo aggredisce. Comunque, in poco tempo, i due tornano migliori amici perché, nonostante lei non riesca ancora a non essere infastidita dalla faccenda dell'imprinting, alla fine non può negare quanto la sua felicità sia dovuta soprattutto all'amico. Dopo che, grazie a Jacob, Bella può anche continuare a vedere Charlie, i due possono essere finalmente felici senza più bugie o sofferenza. La paura condivisa per il futuro di Renesmee, poi, li avvicina ancora di più, e quando i Cullen decidono di partire per il Brasile, dove sperano di fare ricerche sui mezzi-vampiri, Bella, dopo un'iniziale opposizione, decide di appoggiare Jacob nella sua intenzione di seguirli, avendo ormai accettato il legame tra il ragazzo e la bambina. Con l'arrivo dei Volturi, Bella mostra di nuovo quanto la sua relazione con Jacob sia tornata quella di un tempo e anche di più: per assicurarsi che la figlia sopravviva, Bella fa preparare dei documenti falsi in modo che Renesmee possa scappare assieme a lui, considerandolo l'unico a cui poterla affidare. Quando la faccenda si risolve pacificamente, anche la loro ultima fonte di "ostilità" si dissolve: Bella comincia a chiamare la figlia "Nessie", il soprannome che Jacob aveva dato alla piccola e che, fino ad allora, Bella non aveva sopportato. Da quel momento in avanti, Bella e Jacob continueranno ad essere migliori amici, ognuno con la persona a cui erano destinati.

### Renesmee Cullen
Prima della nascita di lei, Jacob considera Renesmee un mostro senza cuore né anima, e più volte esprime il proprio disprezzo. Quando Bella sembra morire di parto, Jacob si avvicina alla neonata per ucciderla, ma appena i loro occhi si incontrano lui ha l'imprinting: da quel momento Renesmee sarà il centro del suo universo, mentre lui sarà tutto ciò di cui la piccola avrà bisogno. Non riuscendo a pronunciare abbastanza facilmente il nome datole da Bella, Jacob dà a Renesmee il soprannome "Nessie". In realtà, l'attaccamento che Jacob provava per Bella durante il parto, così come il desiderio di avvicinarsi alla piccola subito dopo che questa nasce, pensando erroneamente fosse un desiderio primordiale di ucciderla, altro non era che il manifestarsi del loro legame: sia Bella che Jacob, durante la gravidanza della prima, erano manipolati dal legame tra il legame tra il secondo e la nascitura, a testimonianza di quanto esso fosse forte già prima che l'imprinting avvenisse realmente. Nei mesi successivi il rapporto tra i due diventa sempre più forte: Jacob passa tutte le giornate assieme alla piccola, tanto che, nei giorni subito dopo la sua nascita, l'unica volta che si allontana da lei è per andare a rivelare alla tribù del loro legame, obbligando gli altri lupi a proteggerla a loro volta; Renesmee invece, già pochi giorni dopo la nascita, lo considera una delle persone a cui è più legata, provando un sentimento quasi possessivo nei confronti del mutaforma, che chiama "il mio Jacob". Quando la casa dei Cullen ospita diversi altri vampiri, molti dei quali si nutrono di sangue umano, Jacob, pur non provando simpatia, non è nemmeno ostile verso di loro dato che sono venuti ad aiutare Nessie. Dopo che i Volturi lasciano Forks, Jacob, con gran stupore di Edward, non pensa mai al fatto che, nel giro di sei/sette anni, Renesmee diverrà adulta e quindi, quasi sicuramente, sarà la sua compagna: Jacob vuole solo che Renesmee sia al sicuro e felice, quindi non gli importa di come sarà il futuro, fintanto che queste due condizioni siano rispettate.
In una delle scene finali del quinto e ultimo film Alice ha una visione di Renesmee adulta assieme a Jacob, che conferma come, un giorno, Jacob sarà il suo padrino.

### Edward Cullen
Quando Jacob entra nel branco e si innamora di Bella, inizia a provare un profondo astio per Edward, a causa della loro rivalità. Dopo essere tornato a Forks, al vampiro sono necessari mesi per fidarsi di Jacob e lasciare che lui e Bella ricomincino a vedersi. Nei giorni prima e dopo il diploma, i due si parlano più volte, ma mentre Edward cerca di essere, per lo meno, educato verso Jacob, quest'ultimo mantiene un atteggiamento di totale ostilità. La notte prima della battaglia contro i neonati, Jacob ed Edward fanno una breve tregua e ammettono che, a causa di Bella, nessuno dei due arriverà mai a fare del male all'altro, per poi riaffermare la loro rivalità. La mattina successiva, dopo che Bella ha baciato Jacob per evitare che questi vada a combattere senza raziocinio, Edward dichiara di provare gratitudine verso il ragazzo, per come si è occupato della loro amata mentre lui non c'era. Quando Jacob viene a sapere della gravidanza di Bella, il rapporto tra di lui e il vampiro inizialmente si rafforza grazie all'odio condiviso per il nascituro, per poi vacillare quando anche Edward comincia ad affezionarsi al figlio, e infine rinsaldarsi poche ore prima del parto, quando Edward chiede a Jacob il permesso di trasformare Bella: prima ancora che questi risponda, Edward ammette di considerarlo un amico, quasi un fratello, per tutto ciò che ha fatto. Il loro rapporto torna però ad essere teso, stavolta soprattutto da parte di Edward, quando Jacob ha l'imprinting con Renesmee. L'unico motivo per cui il vampiro tollera la presenza del licantropo è la consapevolezza che i sentimenti di quest'ultimo sono prettamente platonici, e in breve tempo il rapporto tra i due torna ad essere, se non amichevole, almeno sereno e pacifico: la riconoscenza per quanto Jacob ha fatto per Bella, e come il suo, seppur involontario, imprinting abbia definitivamente sancito la sicurezza di Renesmee da parte del branco, lasciano Edward con troppo poche ragioni sufficienti a odiarlo. Quando la battaglia contro i Volturi sembra ormai inevitabile, i due genitori affidano la bambina a Jacob e, prima che questi parta, Edward lo abbraccia chiamandolo "fratello mio, figlio mio".
Quando nel quinto e ultimo film Alice conferma come Jacob e Renesmee diverranno una coppia, Edward, leggendo il pensiero di Alice, vede come lui e Bella daranno la loro benedizione alla figlia ed al mutaforma. Senza dire nulla, sorride alla propria sorella, nella comune e tacita consapevolezza del futuro luminoso che attende la loro famiglia.

## Adattamenti cinematografici
Nel 2008 la regista Catherine Hardwicke affidò a Taylor Lautner il ruolo di Jacob Black nel film Twilight. Grazie agli incassi ottenuti dal film, la Summit Entertainment decise di avviare il sequel tratto dal secondo romanzo della saga, ovvero New Moon. Chris Weitz, regista del secondo film della saga, era inizialmente intenzionato a sostituire Lautner con l'attore americano di origine filippina Michael Copon, dato che Lautner aveva ancora un fisico troppo adolescenziale per poter rappresentare Jacob Black in questa fase della storia. Tuttavia Lautner riuscì ad ottenere la ri-conferma del suo ruolo intensificando esercizi giornalieri di pesi e ginnastica varia per ottenere la massa muscolare necessaria per interpretare la parte, aumentando così il suo peso corporeo di circa 14 kg.